# World Finance Centre Tower
World Finance Centre Tower é um arranha-céu, actualmente é o 186º arranha-céu mais alto do mundo, com 222 metros (730 ft). Edificado na cidade de Shenzhen, China, foi concluído em 2003 com 54 andares.